# Skelleftehamn
Skelleftehamn is een Zweedse plaats in het landschap Västerbotten en de provincie Västerbottens län. Skelleftehamn ligt ongeveer 15 kilometer buiten Skellefteå in een gelijknamige gemeente, heeft 3120 inwoners (2005) en een oppervlakte van 404 hectare. De plaats ligt op een punt van een schiereiland en is genoemd naar de rivier Skellefte älv, die hier uitmondt in de Botnische Golf.

## Verkeer en vervoer
Bij de plaats loopt de Länsväg 372.
Door de plaats loopt een spoorlijn naar de haven: de spoorlijn Bastuträsk - Skelleftehamn.

## Geboren
- Stieg Larsson (1954-2004), journalist en schrijver